# Pleomothra fragilis
Espèce
Pleomothra fragilis est une espèce de rémipèdes de la famille des Pleomothridae.

## Distribution
Cette espèce est endémique des Bahamas. Elle se rencontre dans la grotte anchialine Oven Rock Cave sur Great Guana Cay.

## Publication originale
- Koenemann, Ziegler & Iliffe, 2008 : Pleomothra fragilis n. sp. (Remipedia) from the Bahamas, with remarks on morphologic reductions and postnaupliar development. Journal of Crustacean Biology 28(1):128-136